# Ministério Público do Distrito Federal e dos Territórios

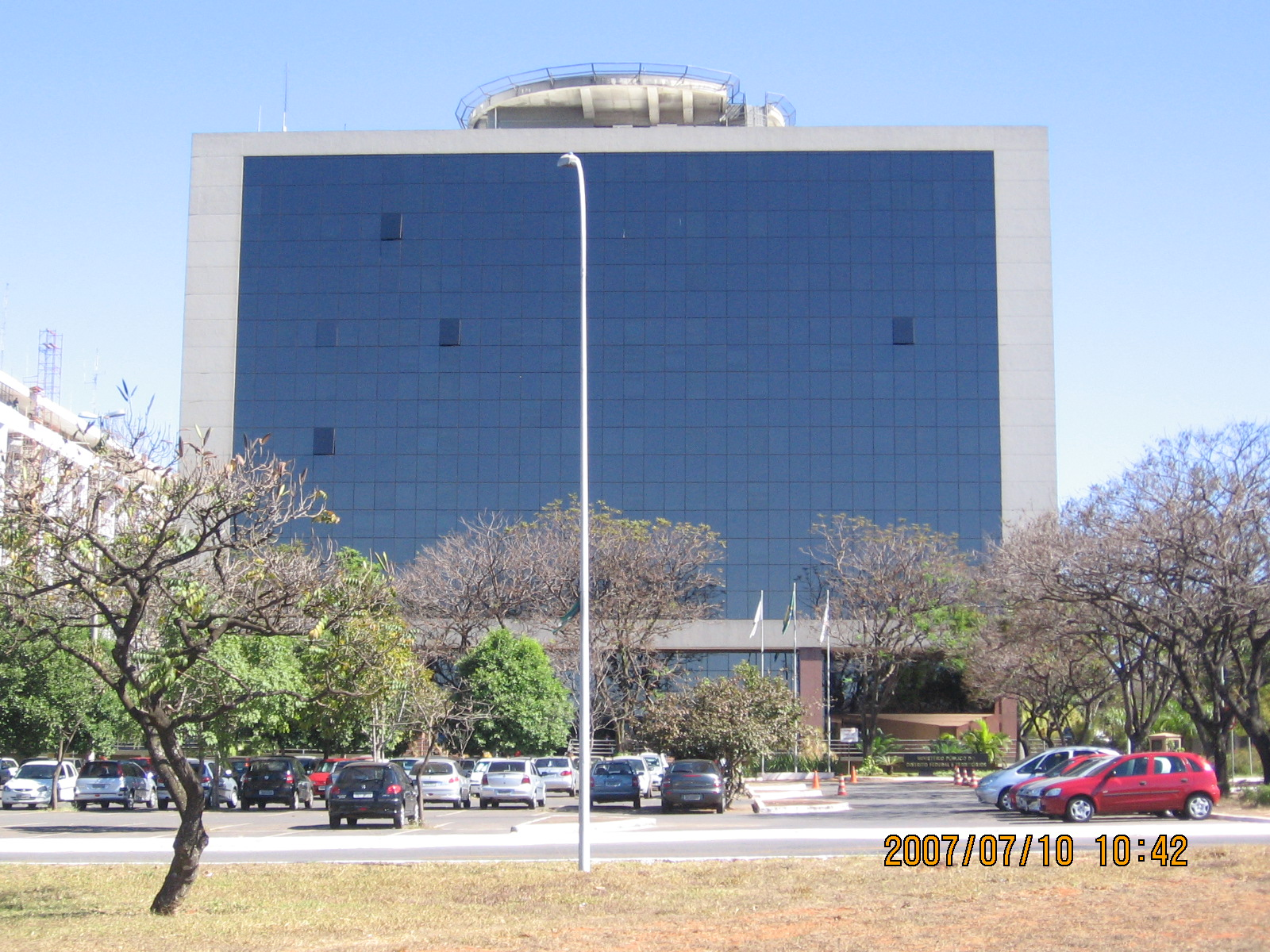
Sede do MPDFT

O Ministério Público do Distrito Federal e dos Territórios (MPDFT) é um órgão brasileiro do Ministério Público da União (MPU) que atua no âmbito do Distrito Federal e dos territórios que porventura sejam criados, que tem como objetivo defender os direitos dos cidadãos e os interesses da sociedade, bem como promover a ação penal pública.
Sua sede fica localizada em Brasília, junto ao Eixo Monumental, na Praça do Buriti.